# Arvo Pärt
Arvo Pärt, o Arvo Paart (IPA: [ˈɑrvo ˈpært]; Paide, 11 settembre 1935), è un compositore estone.

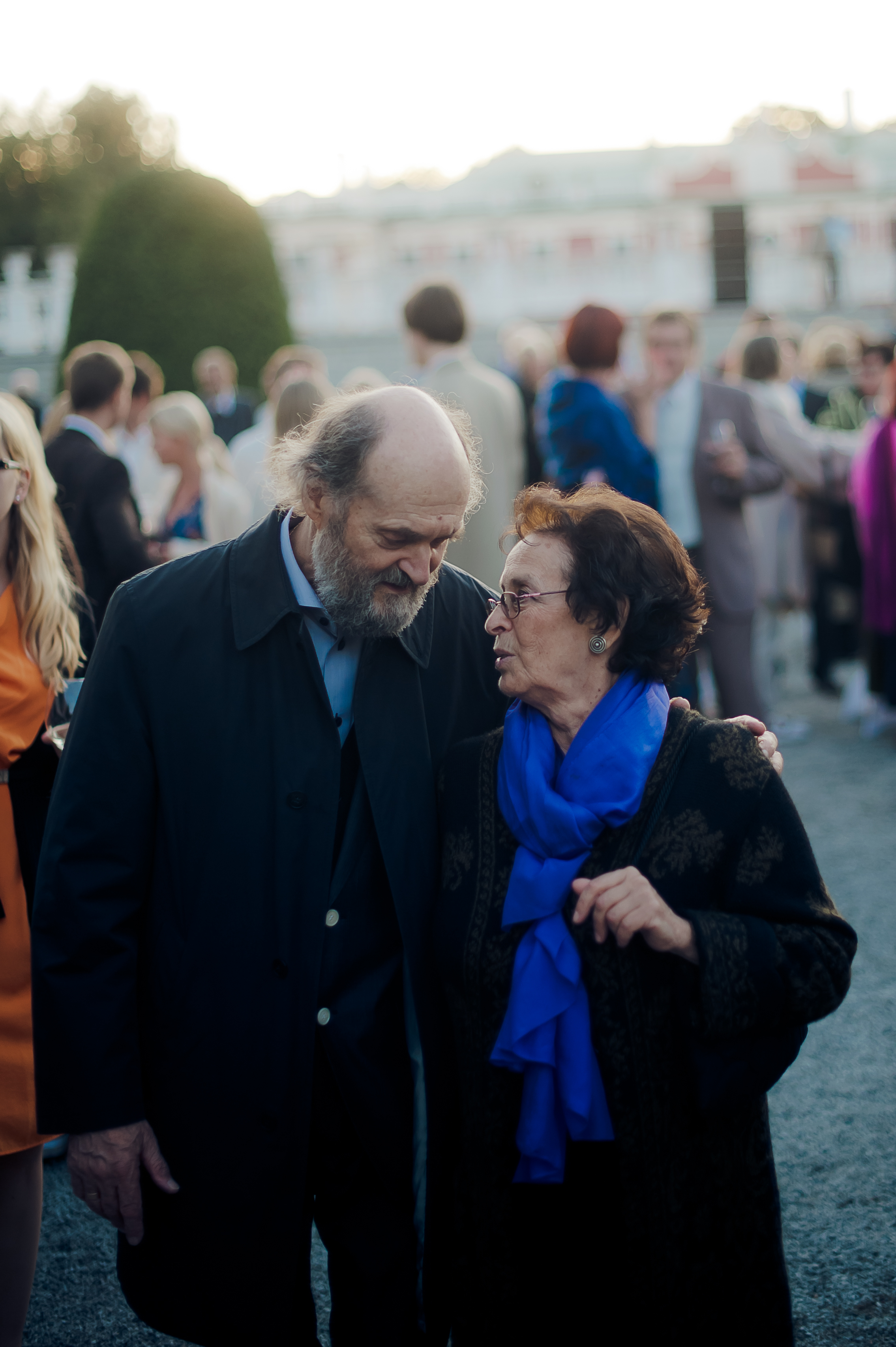
Arvo Pärt con la moglie Nora (2012).

Dopo gli esordi, in cui il suo linguaggio utilizzava tecniche come la dodecafonia e il collage, fu coniato proprio per la sua musica il termine di minimalismo sacro, di cui è un riconosciuto esponente assieme ad autori come Henryk Górecki e John Tavener. È un compositore apprezzato soprattutto per la semplicità dell'ascolto e la trasparenza emotiva delle sue opere.

## Biografia
Arvo Pärt è nato a Paide in Estonia, ma ben presto si trasferì nella cittadina di Rakvere non lontana da Tallinn. Qui ebbe il primo contatto con la musica, in quanto il fratello del suo patrigno era un dotato musicista che possedeva anche un'ampia biblioteca musicale. Durante gli anni della scuola, subito dopo la guerra, che non arrecò danni né alla sua famiglia né alla sua casa, cominciò a studiare sia il pianoforte (incoraggiato dalla madre) sia l'oboe e le percussioni nell'orchestra militare frequentata durante il servizio di leva. Entrò poi al Conservatorio di Tallinn, ma iniziò effettivamente a comporre nel 1958 con le Zwei Sonatinen per pianoforte. Suo professore all'epoca fu Heino Eller, a sua volta allievo di Aleksandr Glazunov. Inizialmente imparò a comporre con il sistema classico basato sugli insegnamenti di Rimskij Korsakov, solo in seguito approfondì lo studio sulla dodecafonia e della serialità post weberniana, che lo condusse a sperimentare i sistemi compositivi delle avanguardie dell'epoca.
In quegli stessi anni si fa notare anche all'estero: sue composizioni vincono concorsi di composizione in tutta l'area del Patto di Varsavia e pure in Occidente non mancano gli attestati di stima. Mstislav Rostropovič gli chiede un concerto per violoncello e orchestra che verrà intitolato Pro et contra composto con la tecnica del collage (creazione basata su brani preesistenti, come ad esempio Collage über B-A-C-H).
Nonostante questo giunse alla conclusione che "la sua convivenza con l'atonalità lo stava portando a un vicolo cieco". Così decise di studiare il barocco e il canto gregoriano, conducendo contemporaneamente una ricerca di semplificazione progressiva della sua musica, allo scopo di eliminare il "superfluo" e l'esagerazione dalle sue composizioni. Dopo il periodo dedicato alla sperimentazione della tecnica del collage, all'epoca adottata anche dai suoi colleghi Alfred Schnittke e Sofia Gubajdulina, e dopo un periodo di assoluto silenzio (dal 1968 al 1976), pervenne a un nuovo stile compositivo basato sulla massima semplificazione di tutti i mezzi compositivi.
Il risultato fu la creazione di un nuovo stile (1976 Cantus in Memoriam Benjamin Britten) molto rigoroso e originale: il cosiddetto tintinnabuli, costruito interamente su triadi e scale tonali, dove l'impiego della voce umana è di rilevante importanza.
Da quel momento la sua lunga carriera è stata dedicata al perfezionamento del suo metodo compositivo, da lui ancor oggi utilizzato.
Nel 1980, a causa dell'intensa pressione esercitata nei suoi confronti dalla censura sovietica, si trasferì a Vienna insieme alla moglie e ai due figli. Venne dapprima ospitato e aiutato anche economicamente da alcuni suoi grandi estimatori, fra i quali alcuni componenti della Universal Edition Wien e il direttore della ECM Manfred Eicher, e poi stipendiato in qualità di compositore da diverse istituzioni ed enti musicali. Collaborò quindi con grandi strumentisti come Gidon Kremer (per il quale crea la versione per violino e pianoforte di Fratres 1980) o il gruppo vocale Hilliard Ensemble. La sua permanenza fuori dai confini della Russia sovietica gli consentì di ricevere più scritture da diverse istituzioni. Nel 2000 ricevette il Premio Herder.
La sua ultima composizione è del 2008: si tratta della Sinfonia n°4 Los Angeles, commissionata dalla Los Angeles Philharmonic Orchestra e dedicata al magnate russo Michail Borisovič Chodorkovskij.

## Lo stile
La definizione, dettata dallo stesso Pärt, è:
Con questo particolare genere Pärt dimostra come sia possibile produrre opere valide nonostante l'utilizzo di un'armonia estremamente semplice e la riduzione ai minimi termini del materiale compositivo. Infatti, il modo di comporre di Pärt è generalmente costruito solamente su due voci: una funge da accompagnamento, arpeggiando e ripetendo le note di un accordo tonale (come spiega sopra Pärt, la "tintinnabulazione"), l'altra è la "melodia" (spesso vocale), ovvero la voce principale. Il tintinnabuli, quindi, è uno stile a metà fra monodia e polifonia, senza però rientrare realmente in nessuna delle due categorie.

## Opere

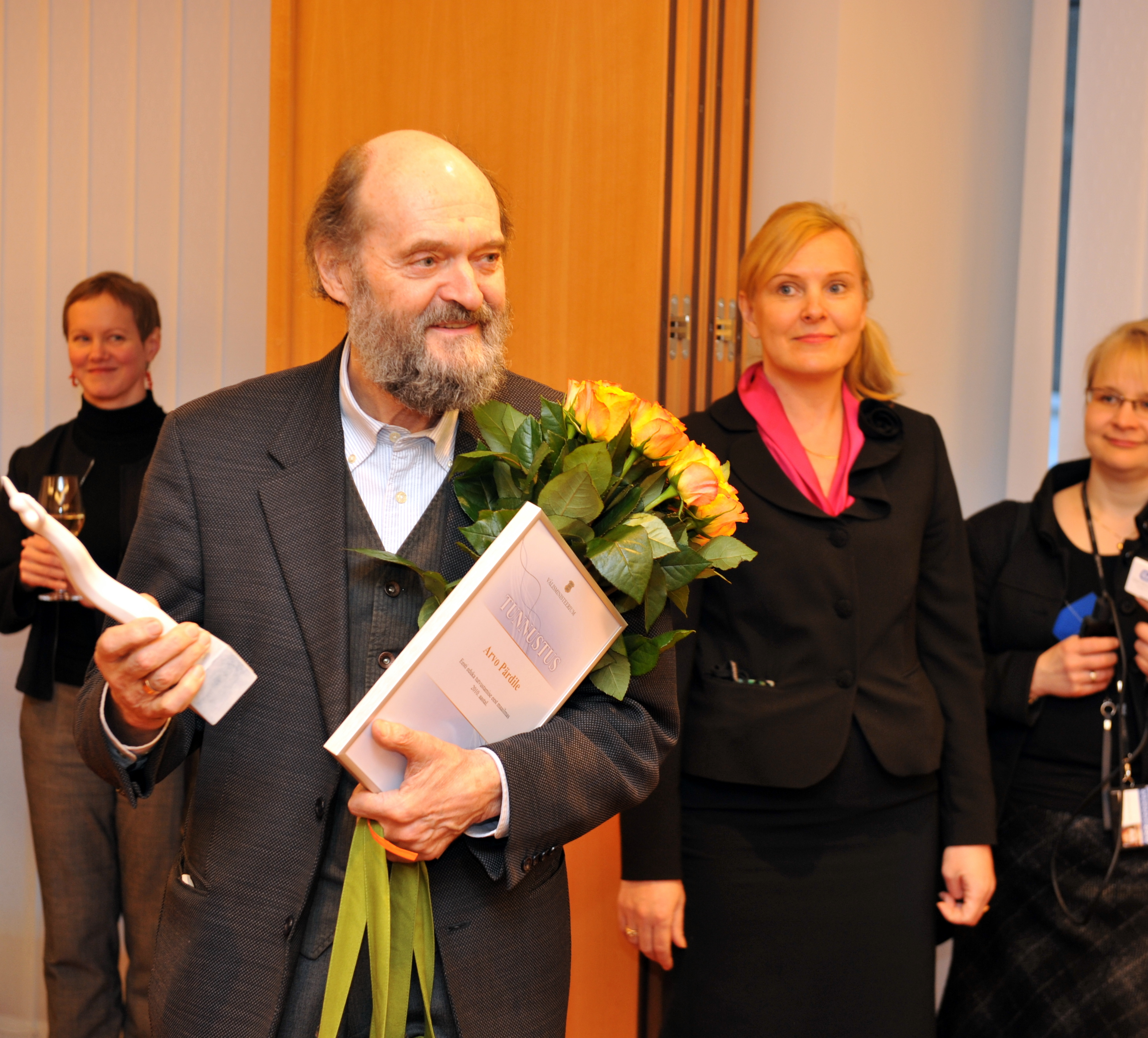
Arvo Pärt (2011)

### Opere sinfoniche
- 1960 Nekrolog op.5
- 1963 Perpetuum Mobile op.10
- 1963 Sinfonia n.1 ("Polyphonische")
- 1964 Collage über B-A-C-H per orchestra d'archi, oboe, clavicembalo e pianoforte
- 1966 Sinfonia n.2
- 1971 Sinfonia n.3
- 1976 Cantus in Memoriam Benjamin Britten per orchestra d'archi e campana
- 1976 Wenn Bach Bienen gezüchtet hätte ("Se Bach avesse allevato delle api") per pianoforte, quintetto di fiati, orchestra d'archi e percussioni
- 1990 Festina Lente per orchestra d'archi e arpa
- 1991 Summa per orchestra d'archi
- 1991 Silouans Song per orchestra d'archi
- 2000 Orient & Occident per orchestra d'archi
- 2006 Lennartile / Für Lennart per orchestra d'archi
- 2006 La Sindone per percussioni e orchestra
- 2008 Sinfonia n.4 ("Los Angeles", per orchestra d'archi, arpa, timpani e percussioni)

### Opere per strumento solista e orchestra
- 1967 Pro und Contra per violoncello e orchestra
- 1977 Concerto per violino, violoncello e orchestra
- 1977 Tabula Rasa concerto doppio per due violini, orchestra d'archi e pianoforte preparato
- 1992 Fratres per violino, orchestra d'archi e percussioni
- 1994 Concerto piccolo über B-A-C-H per tromba, orchestra d'archi, clavicembalo e pianoforte (dal Collage über B-A-C-H del 1964)
- 2002 Lamentate per pianoforte e orchestra
- 2005 Fratres per chitarra e orchestra

### Opere pianistiche
- 1958 Due sonatine op. 1
- 1958 Partita
- 1964 Diagramme op.11
- 1976 Für Alina
- 1977 Variationen zur Gesundung von Arinuschka
- 2006 Für Anna Maria

### Musica da camera
- 1963 Quintettino per flauto, oboe, clarinetto, fagotto e corno
- 1964 Musica Sillabica per 12 strumenti
- Fratres – in differenti versioni originali:

1980 Fratres per violino e pianoforte
1983 Fratres per 4/8/12 violoncelli
1989 Fratres per quartetto d'archi (elaborazione del Kronos Quartet)
1989 Fratres per violoncello e pianoforte
1991 Fratres per violino e archi
1991 Fratres per orchestra d'archi e percussioni
- 1978 Spiegel im Spiegel per violino o violoncello e pianoforte
- Arbos – in differenti versioni originali:

1977 Arbos per ensemble da camera
1977 Arbos per flauti dolci e 3 triangoli ad libitum
1986 Arbos per 9 ottoni e percussioni
- 1991 Summa per quartetto d'archi
- 1990 Pari Intervallo per 4 flauti dolci
- 1991 Psalom per quartetto d'archi
- 2003 Passacaglia per violino e pianoforte

### Opere organistiche
- 1976 Trivium
- 1980 Pari Intervallo
- 1980 Annum per annum
- 1989  Mein Weg hat Gipfel und Wellentäler

### Opere per coro e orchestra (e cantate)
- 1959-2003 Our Garden cantata per voci bianche e orchestra
- 1968 Credo per coro, orchestra e pianoforte solista
- 1972 Lied an die Geliebte cantata sinfonica
- 1986 Te deum per 3 cori, pianoforte, nastro magnetico e orchestra d'archi
- 1991 Silouans Song per coro misto e orchestra da camera
- 1991 Berliner Messe per voci soliste, coro misto e orchestra d'archi (oppure organo)
- 1994 Litany per voci soliste, coro misto e orchestra da camera
- 1998 Como cierva sedienta per soprano, coro e orchestra
- 1999-2002 Cantiques des degrés per coro e orchestra
- 1999-2002 Cecilia, vergine romana per coro e orchestra
- 2003 In Principio per coro e orchestra

### Opere vocali
- 1976-1984 An den Wassern zu Babel saßen wir und weinten per soprano, controtenore, baritono, tenore e gruppo strumentale (o organo)
- 1977 Missa syllabica per coro e organo
- 1977-1990 Sarah Was Ninety Years Old per soprano, 2 tenori, organo e percussioni
- 1977-1996 Cantate Domino canticum novum (Salmo 96 (95) per Coro o Soli (SATB) e Organo
- 1980 De Profundis per controtenore, tenore, baritono, basso, organo e percussioni ad libitum
- 1982 Passio Domini nostri Jesu Christi secundum Joannem per solisti, coro e gruppo strumentale
- 1984 Ein Wallfahrtslied (Salmo 121) per voce maschile (tenore o baritono) e quartetto d'archi
- 1984 Es sang vor langen Jahren per contralto (o controtenore), violino e viola
- 1984 Zwei slawischen Psalmen dal Salmo 117 e 131, per soprano, contralto, controtenore, tenore e basso
- 1985 Stabat Mater per soprano, controtenore, tenore, violino, viola e violoncello
- 1989 Magnificat per coro misto
- 1990 Miserere per voci soliste (SATTB), coro misto e gruppo strumentale (oboe, clarinetto, clarinetto basso, fagotto, tromba, trombone, chitarra elettrica, chitarra basso, percussioni e organo)
- 1990 Summa per soprano, controtenore, tenore e baritono
- 1989 Nun eile ich zu euch per coro e solisti
- 1990 Beatus Petronius per 2 cori e 2 organi
- 1990 Statuit ei dominus per 2 cori e 2 organi
- 1991 The Beatitudes  per coro o voci soliste e organo
- 1990 Bogoróditse Djévo ("Mother of God and Virgin") per coro misto
- 1997 Kanon Pokajanen per coro
- 2009 Adamov plach per coro

## Riconoscimenti
Nel 1996 ha ricevuto un primo dottorato honoris causa in musica dall'Università di Sydney, seguito con lo stesso titolo dall'Università di Durham nel 2003, dall'Università di St. Andrews nel 2011, dall'Università di Oxford nel 2016 e dall'Università di Musica Fryderyk Chopin nel 2018. Nel 1998 riceve anche il dottorato honoris causa per le arti dall'Università di Tartu.
Nel 2011 è stato insignito del dottorato honoris causa in musica sacra dal Pontificio Istituto di Musica Sacra di Roma, insieme a Luigi Ferdinando Tagliavini e Diego Fasolis. Il 10 dicembre dello stesso anno, Benedetto XVI lo ha nominato membro del Pontificio Consiglio della Cultura. Nel 2014 ha ricevuto lo stesso titolo onorario dal Saint Vladimir's Orthodox Theological Seminary, mentre nel 2013 era stato creato Arconte del Patriarcato ecumenico di Costantinopoli da Bartolomeo I.
Dal 1996 è membro dell'American Academy of Arts and Letters e dal 2009 dell'Accademia serba delle scienze e delle arti.
Nel 2007 riceve il Brückepreis, l'anno seguente, il 2008, il Premio musicale Léonie Sonning. Il 13 maggio 2011 viene premiato come "Composer of the Year" ai Classic Brit Awards, tenutesi alla Royal Albert Hall di Londra. A consegnare il premio fu Neil Tennant. Nel 2017 riceve anche il Premio Ratzinger.